# Škopac
Škopac (engl.: shackle) je metalni svinuti komad koji na svome donjem dijelu ima očnice kroz koje prolazi osiguranje i to vijkom ili osovinicom. Škopci se najčešće koriste za rastavljivo spajanje lanaca i čelik-čela. Postoje razne vrste škopaca, ovisno o izvedbi, veličini i o materijalu. Najčešće se rade lijevanjem ili kovanjem od željeza ili čelika.
Naziv škopac kod nas je većinom nepoznat, u upotrebi su većinom regionalni, drugi nazivi: gambet i malotna.